# Nonnus nigrans
Nonnus nigrans är en stekelart som först beskrevs av Charles Thomas Brues och Richardson 1913.  Nonnus nigrans ingår i släktet Nonnus och familjen brokparasitsteklar. Inga underarter finns listade i Catalogue of Life.